# Mario Celon
Mario Celon (Verona, 29 agosto 1959) è un velista italiano.

## Biografia
È fratello di Nicola Celon e Claudio Celon, a loro volta velisti di caratura internazionale.
Ha rappresentato l'Italia a tre edizioni dei Giochi olimpici estivi: Los Angeles 1984, Seul 1988 e Atlanta 1996, senza mai riuscire a vincere medaglie.